# Весёлое (Смирновский сельский совет)
Веселое (укр. Веселе), село, 
Смирновский сельский совет,
Лозовский район,
Харьковская область.
Код КОАТУУ — 6323986502. Население по переписи 2001 года составляет 427 (199/228 м/ж) человек.

## Географическое положение
Село Веселое находится на левом берегу реки Лозовая в месте впадения её в реку Бритай.
Выше по течению на расстоянии в 3 км расположено село Светловщина. Выше по течению реки Бритай на расстоянии в 2 км расположены сёла Долговое и Михайловка, ниже по течению на расстоянии в 2 км расположено село Смирновка.

## История
- 1892 — дата основания.

## Экономика
- Молочно-товарная ферма.